# Balthasar Venator junior
Balthasar Venator junior (latinisiert aus Jäger), der in der zweiten Hälfte des 17. Jahrhunderts lebte, war ein neulateinischer Dichter und Satiriker.

## Leben
Die Lebensdaten sind nicht näher bekannt. Venator war der jüngere der beiden Söhne des neulateinischen Dichters und Satirikers Balthasar Venator aus der 1635 in Zweibrücken geschlossenen Ehe mit Katharina Frankengrüner. Seine Bildung dürfte er bei seinem calvinistischen Vater in Meisenheim erfahren haben, wo die Familie lebte. 1661 war er Stipendiat. Später stand er als Jurist und Geheimsekretär des Gesandten am Immerwährenden Reichstag in Regensburg und als Hofrat in kurpfälzischen Diensten.

## Werke
Außerhalb dieser beruflichen Tätigkeit, die sicherlich ihre Verdienste hatte, gilt Venator als unterhaltsamer neulateinischer Dichter, dessen Werke wegen ihres Witzes gerühmt werden. Von 1669 bis 1673 erschien anonym und ohne Druckort eine siebenbändige Schriftenreihe Ominosa rerum series, die in nicht verletzender Form die Personen und Verhandlungen des Reichstags karikiert und die ihm und Georg Becht zugeschrieben wird. Zedler würdigt sie als „nette und sinnreiche satirische Schriften“ (s. Weblinks). Historiker ziehen die Werke noch gelegentlich wegen der Hintergrundinformationen zu den Reichstagsverhandlungen heran. Der 1673 erschienene sechste Band beinhaltet auch – in anonymisierter Form – eine Neuausgabe der beiden Zweibrücken betreffenden Schriften Epistola de calamitatibus Ducatus Bipontini (1637) und Civitatis Bipontinae quaerimonia (1649) seines Vaters Balthasar Venator, die schonungslos detailliert Folterungen und Fälle von Kannibalismus im Fürstentum Pfalz-Zweibrücken schildern (diese Ausgabe fehlt in der Werkausgabe der Schriften seines Vaters). Die Neuauflage war möglich, da die Zeitumstände des Dreißigjährigen Krieges sich im Holländischen Krieg in erschreckender Form wiederholten. Erneut handelt es sich wie bereits bei den Erstausgaben um Dokumente der psychologischen Kriegsführung bzw. der publizistischen Einflussnahme.